# Тіппубецу

Ті́ппубецу (яп. 秩父別町, ちっぷべつちょう) — містечко в Японії, в повіті Урю округу Сораті префектури Хоккайдо. Станом на 1 жовтня 2008 року площа містечка становила 47,26 км². Станом на 31 березня 2017 населення містечка становило 2444 осіб.